# Collège de l'Assomption
Pour les articles homonymes, voir Assomption (homonymie).

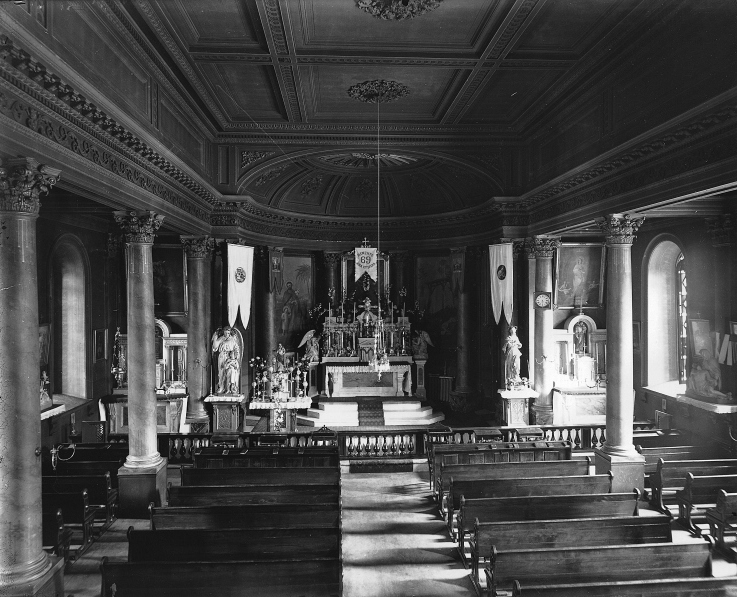
Chapelle, 1908

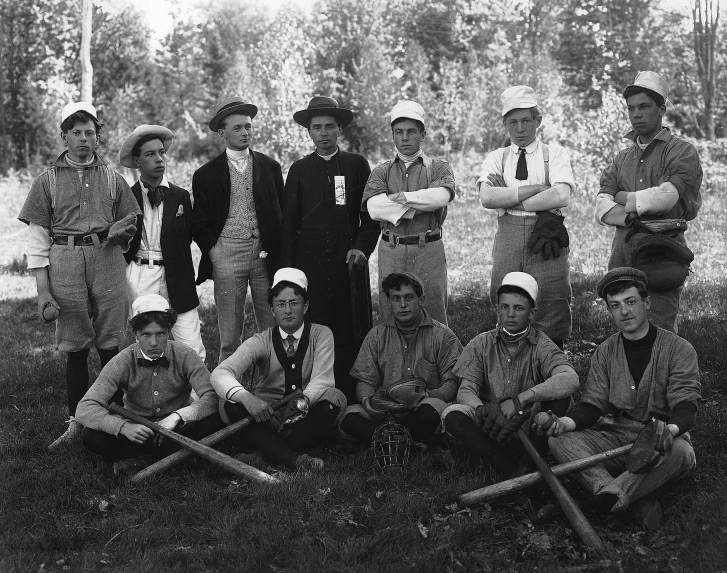
Équipe de baseball, 1908

Le Collège de L'Assomption est une école secondaire privée, mixte depuis 1970, qui a été fondée en 1832 au Québec dans la municipalité de L'Assomption. Cette école faisait partie d'une corporation contrôlée par l'évêque catholique romain de l'archidiocèse de Montréal. Ses fondateurs sont le prêtre François Labelle (1795–1865), curé du lieu, et les deux médecins Louis-Joseph-Charles Cazeneuve  (1795–1856) et Jean-Baptiste Meilleur (1796–1878).
Le Collège est membre de la Fédération des établissements d'enseignement privés du Québec.

## Histoire
En 1839, le diocèse de Montréal, fondé trois ans plus tôt, accepte d’envoyer un prêtre qui résiderait au collège et prendrait la direction du collège. Au début, les professeurs sont des laïcs. Les élèves du 1er cours terminent en 1840 un programme d’études classiques de sept ans. Le premier professeur laïc, Michel Charron, et trois des dix élèves de ce 1er cours demandent alors leur admission dans le clergé de Montréal. Ils partageront leur temps au Collège entre l’enseignement classique et leurs études théologiques. Dès 1848, le personnel enseignant et celui d’encadrement seront composés exclusivement de séminaristes et de prêtres. Pendant plus d’un siècle, le Collège de l’Assomption est destiné aux garçons seulement. Ils doivent tous coucher au Collège, même s’ils sont invités ou autorisés à prendre leurs repas dans des familles de L’Assomption.
Depuis 1965, l’établissement accueille aussi les filles. Jusque-là, l'institution était un « collège classique », c'est-à-dire offrant surtout le programme du collège classique (de 7 ou 8 ans, avec l'étude du latin et du grec ancien), sanctionné par un baccalauréat ès arts, d'abord de l'Université Laval puis, depuis 1889, de l'Université Laval à Montréal (future Université de Montréal), deux universités qui étaient alors à charte papale et dirigées par des prêtres catholiques, qui formaient, exclusivement, le corps professoral.
En 1970, les élèves du 130e cours sont les derniers à obtenir un baccalauréat ès arts. Le programme du Ministère de l'Éducation, du Loisir et du Sport du Québec vient remplacer celui de la Faculté des arts et des sciences de l'Université de Montréal tant au secondaire qu’au collégial. L’enseignement du grec cesse en 1970 et celui du latin en 1980.
Ce collège a été l'hôte de personnalités célèbres telles que Sir Wilfrid Laurier (que l'on peut d'ailleurs observer sur les billets de cinq dollars canadiens). L'évêque Paul-Ernest-Anastase Forget a été un supérieur remarquable avant sa nomination épiscopale. Il a aussi écrit une histoire de ce collège.
Le collège s'illustre notamment dans sa région par son potentiel sportif. Les équipes de cross-country se sont démarquées en ayant remporté cinq des six bannières au niveau régional. Les équipes sportives, les Sphinx (depuis 1966) et les Clamiks (depuis 1974) font partie des ligues régionales et provinciales du Réseau du Sport Étudiant Québécois (RSEQ).

## Supérieurs
1. 1835–1838 : Édouard Labelle, curé retraité de Sainte-Rose, et son frère, l’abbé François Labelle, qui ne cessent de résider au presbytère de la paroisse
2. 1838–1846 : Étienne Normandin, prêtre
3. 1846–1852 : Jean-Baptiste Dupuy, prêtre, ex-directeur du Collège de Chambly
4. 1852–1860 : Alfred Dupuis, du 5e cours, ex-curé de l'Assomption
5. 1860–1866 : Norbert Barret, du 4e cours, prêtre
6. 1866–1893 : Pierre-Ferréol Dorval, du 1er cours, chanoine, aussi curé de l'Assomption
7. 1893–1899 : Magloire Légaré, prêtre
8. 1899–1911 : Vitalien Villeneuve, chanoine
9. 1911–1921 : Victor Pauzé, chanoine
10. 1921–1930 : Élizée Hébert, chanoine
11. 1930–1933 : Anastase Forget, prêtre, ensuite vicaire-général de l'archidiocèse de Montréal, puis premier évêque de Saint-Jean
12. 1933–1940 : Pierre Gauthier, prêtre, ensuite curé de l'Assomption
13. 1940–1950 : Hervé Lussier, prêtre, ensuite curé de Saint-Jean-de-Dieu, à Gamelin

## Diplômés reconnus
- Michel Latraverse (1946–), chanteur, musicien, auteur-compositeur-interprète et écrivain québécois, un des représentants les plus significatifs de la contre-culture québécoise.
- Joseph-Alfred Archambault (1859–1913), premier évêque de Joliette (1904–1913)
- Rosaire Archambault (–2006), 98e cours
- — Laurier d'or[5] 2006 —, homme d'affaires (Archambault musique, …)
- Claude Beaulne, 116e cours — Laurier d'or 2004 —, optométriste
- Raymond Brouillet (1933–), professeur de philosophie, député péquiste de Chauveau
- Anne-Marie Cadieux (1963–), 153e cours (1989–1993), comédienne
- René Charbonneau (1918–1991), 99e cours, prêtre, linguiste, directeur du collège dans les années 1950
- Francis Cassidy (1827–1873), avocat, homme politique et maire de Montréal
- Hector Charland (1883–1962), 66e cours, avocat de formation, assistant-greffier à la Cour d'appel de Montréal et acteur (rôle de Séraphin Poudrier dans Les Belles Histoires des pays d'en haut)
- Charles Charlebois (1871–1945), o.m.i, cofondateur (1913) du journal Le Droit à Ottawa
- Ovide Charlebois (1862–1933), o.m.i, évêque, vicaire apostolique du Keewatin (1910–1933)
- Hubert-Charron Cabana (1838-1901), premier maire francophone de Sherbrooke
- Gérard-Marie Coderre (1904–1993), 87e cours, second évêque de Saint-Jean—Longueuil (1955–1978)
- Lise Cormier, 134e cours — Laurier d'or 2001 —, architecte paysagiste (1977–), vice-présidente exécutive et directrice générale des Mosaïcultures internationales de Montréal
- Arthur Dansereau (1844–1918), 23e cours, journaliste, à formation d'avocat, conseiller politique du premier ministre Joseph-Adolphe Chapleau
- Marie Deschamps (1952–), 132e cours — Laurier d'or 2003 —, avocate, juge à la Cour suprême du Canada (2002–)
- Sylvain Desjardins, grand reporter, Radio-Canada
- Isabelle Drainville, 150e, comédienne (sœur de l'acteur Martin Drainville)
- Martin Drainville (1964–), 143e cours (1976–1983), comédien
- Marcel Dugas (1883–1947), critique littéraire, poète et essayiste, cofondateur (1918) de la revue Nigog
- Léon-Adélard Fafard (1850–1885), 32e cours (1864–1872), o.m.i, missionnaire, assassiné en Alberta
- Hector Fabre (1834–1910), fréquente le Collège de l'Assomption durant un seul semestre (de septembre à décembre 1845), journaliste, sénateur, écrivain et diplomate, à formation d'avocat
- Joseph-Édouard Faribault (1853–1952), 35e cours, notaire, député du Bas-Canada
- Ludger Forest (1826–1903), médecin (1856–), député libéral (1888) de la circonscription de L'Assomption
- Anastase Forget (1885–1955), 66e cours, supérieur du collège, puis premier évêque de Saint-Jean (1934–1955)
- René Gaboury, 119e cours — Laurier d'argent 1996 —, professeur
- Édouard Gagnon (1918–2007), 86e cours — Laurier d'or 1994 —, prêtre sulpicien, évêque (1969), cardinal (1985) de curie au Vatican
- Amédée Geoffrion (1867–1935), 46e cours, avocat (1889–), maire de Longueuil, juge à la cour du recorder (cour municipale) de Montréal
- Roger Gosselin (–2010), 114e cours — Laurier d'or 2000 —, professeur retraité de l'Université de Montréal, administrateur, humaniste
- Paul Guèvremont (1902–1979), comptable, comédien
- Léo Jacques, 111e cours — Laurier d'or 2002 —, designer, formateur et administrateur en cinéma et télévision, maire de L'Assomption (1970–)
- Louis-Amable Jetté (1836–1920), avocat (1857–), juge (1878–), journaliste, homme politique et professeur, lieutenant-gouverneur (1898–1908) de la Province de Québec
- Zacharie Lacasse (1845–1921), o.m.i, missionnaire
- Jacques Lachapelle (1942–), 122e cours — Laurier d'or 1998 —, avocat, sous-ministre au Ministère de la justice du Québec, … puis juge en chef adjoint (1996) de la Cour du Québec
- Albert Lacombe (1827–1916), o.m.i, missionnaire dans l'Ouest canadien
- Martin Lajeunesse (–1961), vicaire apostolique du Keewatin (1933–1954), neveu de Mgr Ovide Charlebois
- Charles-Antonelli Lamarche (1870–1940), 50e cours, 4e évêque de Chicoutimi (1928–1940)
- Henri Langlois (1908–1996), 89e cours — Laurier d'argent 1991 —, prêtre, Mgr (prélat domestique), supérieur du collège au milieu des années 1950
- Annie Landreville (1966–), 146e cours, journaliste, Radio-Canada, poète et autrice.
- Napoléon-Paul Lapierre (1859–1926), 40e cours, notaire, pionnier de Sainte-Julie
- Pierre Laporte (1921–1970), avocat, journaliste et homme politique québécois, ministre, assassiné lors de la crise d'octobre 1970
- Alexandrine Latendresse (1984–) femme politique députée du Nouveau parti démocratique
- Paul Laurendeau (1958–) 138e cours, linguiste, auteur et éditeur.
- Wilfrid Laurier (1841–1919), 22e cours, avocat, homme politique, premier ministre du Canada (1896–1911)
- Camille Laurin (1922–1999), 102e cours, médecin psychiatre, homme politique, député, ministre québécois
- Ambroise Leblanc (1884–1959), prêtre o.f.m., évêque, préfet apostolique au Japon (–1940)
- Réal Lemieux, 115e cours — Laurier d'or 2007 —, chirurgien orthopédiste et spécialiste pionnier en médecine sportive
- Marie-Annick Lépine (1978–), compositrice et multi-instrumentiste, membre du groupe Les Cowboys Fringants
- John March (1863–1940), prêtre (1899), évêque (1906–1940) de Hâvre-de-Grâce à Terre-Neuve (Bishop of Harbour Grace, in Newfoundland)
- Henri Mercier (1904–1998), 85e cours — Laurier d'or 1997 —, architecte
- Jean-Luc Migué (1932–), 113e cours (1946–1953) — Laurier d'or 1995 —, économiste, professeur chercheur, consultant, professeur émérite à l'ENAP (2010)
- Albert Millaire (1935–2018), 116e cours (1948–1955) — Laurier d'or 1991 —, comédien ; Chevalier de l'Ordre national du Québec (1995), Compagnon de l'Ordre du Canada (2005), …
- Gaétan Montreuil, 113e cours, annonceur à Radio-Canada
- Charles-Napoléon Morin, 42e cours, chanoine
- Louis-Siméon Morin (1831–1879), avocat (1853–), homme politique, député (1857–1863), …
- André Normandeau (1942–), 122e cours (1955–1962), professeur chercheur à l'École de criminologie de l'Université de Montréal, directeur (1970–1979) de cette École
- Judes Poirier (1961–), 140e cours (1972–1979) — Laurier d'or 1999 —, généticien, professeur chercheur en neurogérontologie ; Chevalier de l'Ordre national du Québec (2004)
- Joseph-Roch Poitras (1844–1885), 27e cours (1858–1864), architecte
- André Raynauld (1927–), 108e cours (1940–1948) — Laurier d'or 1993 —, économiste et essayiste, professeur, député ; Officier de l'Ordre du Canada (1986)
- Julien Renaud (1993–), 173e cours (2005–2010) — Prix du directeur général à trois reprises —, journaliste, chroniqueur, chef de pupitre ; Le Progrès du Saguenay (Le Quotidien et Le Progrès) (2013-auj.)
- Marcel Rheault (1933–), 112e cours (1944–1952) — Laurier d'or 1996 —, médecin chirurgien
- Joseph-Richard Richard (1854–), 39e cours, jésuite dans les missions indiennes de l'Ontario
- André Rivest (1942–), 122e cours (1955–1962) — Laurier d'or 2005 —, évêque du diocèse de Chicoutimi (2004–)
- Jean-Claude Rivest (1943–), 122e cours (1955–1962), avocat, député, conseiller politique québécois, puis sénateur canadien (1993–)
- Guy Rocher (1924–), 103e cours (1935–1943) —  Laurier d'or 1992 —, sociologue, professeur chercheur ; Compagnon de l'Ordre du Canada (1971), Chevalier de l'Ordre national du Québec (1991), Prix Léon-Gérin (1995), …
- Paul-Arthur Séguin (1875–1946), notaire, homme politique canadien, maire, député
- Israël Tarte (1848–1907), notaire, journaliste, homme politique, propriétaire de journaux, ministre canadien
- Catherine Trudeau (1975–), 155e cours - comédienne
- Élie Vézina, secrétaire général de l'Union St-Jean-Baptiste
- André Vincent (1951–), 131e cours — Laurier d'or 2008 —, avocat (1973–), juge (2007) de la Cour supérieure
- Sophie Prégent 145e cours, comedienne
- Ronald Redmond, 129e cours — Laurier d'argent 2019 —, enseignant de physique au collégial
- Jean-Francois Pauze 155e cours — musicien membre du groupe Les Cowboys Fringants
- Jerome Dupras 160e cours — musicien  membre du groupe Les Cowboys Fringants
- Mélodie Nelson, 163e cours - autrice.
- David Laurin - comédien, acteur, traducteur et codirecteur artistique du théâtre Duceppe.